# Foro Democrático de los Alemanes en Rumania
El Foro Democrático de los Alemanes en Rumania (en alemán: Demokratisches Forum der Deutschen in Rumänien, DFDR; en rumano: Forumul Democrat al Germanilor din România, abreviado Forumul German, siglas: FDGR) es un partido político centrista que representa a la minoría alemana en Rumania. La organización fue fundada a finales de 1989.
Pese a ser originalmente un partido de la minoría alemana, es popular también entre muchos rumanos étnicos, especialmente en partes de Transilvania, incluyendo la principal ciudad de Sibiu, donde el partido tiene su sede. El exalcalde de Sibiu y exlíder del partido, Klaus Iohannis, es el actual presidente de Rumania. El partido ha colaborado a menudo con el Partido Nacional Liberal al que Iohannis convirtió en miembro y uno de sus principales líderes en febrero de 2013.

## Presidentes
- 1990-1992: Thomas Nägler
- 1992-1998: Paul Philippi
- 1998-2001: Wolfgang Wittstock
- 2001-2013: Klaus Iohannis
- 2013-presente: Paul-Jürgen Porr